# Óbuda
Ne doit pas être confondu avec Óbuda (ville).
Óbuda ([ˈoːbudɒ]) est un quartier de Budapest, situé dans le 3e arrondissement. Son nom provient de l'ancienne localité d'Óbuda, ville de marché indépendante jusqu'au 1er janvier 1873, date à laquelle elle fut réunie à Buda et à Pest pour former Budapest.

## Histoire
Les premières traces d'occupation du site remontent à l'âge de pierre. Les Romains fondent à cet endroit la ville d'Aquincum, capitale de la Pannonie, région déjà célèbre pour ses sources thermales et ses bains. Les Magyars occupent vers 900 la plaine de Pannonie et y fondent une importante colonie, plus tard nommée par le roi Béla IV capitale de la Hongrie.
Cité antique d'Aquincum :
- Mithraeum II d'Aquincum
- Mithraeum IV d'Aquincum
- Aqueduc d'Aquincum

## Galerie

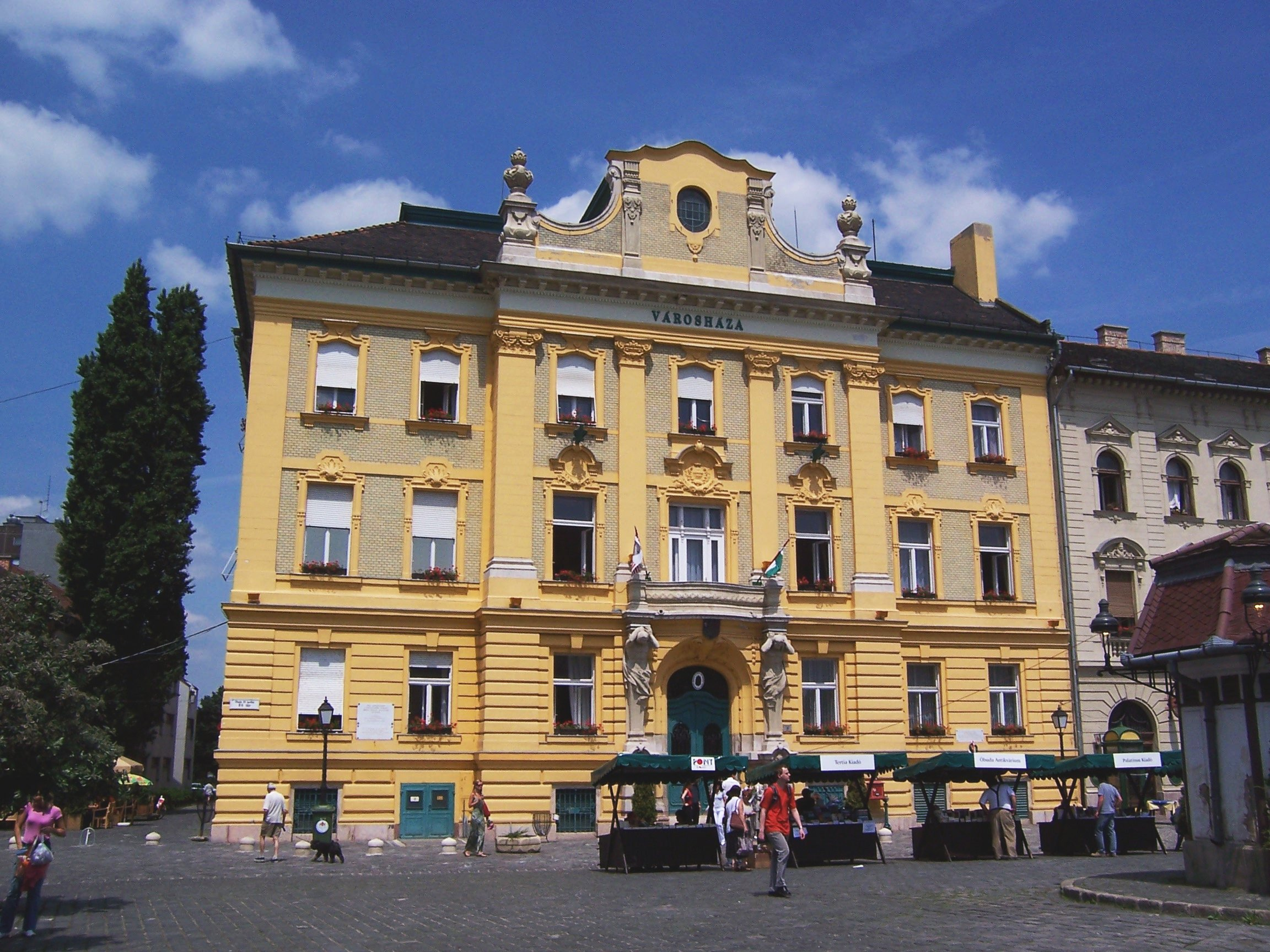
La mairie d'Óbuda
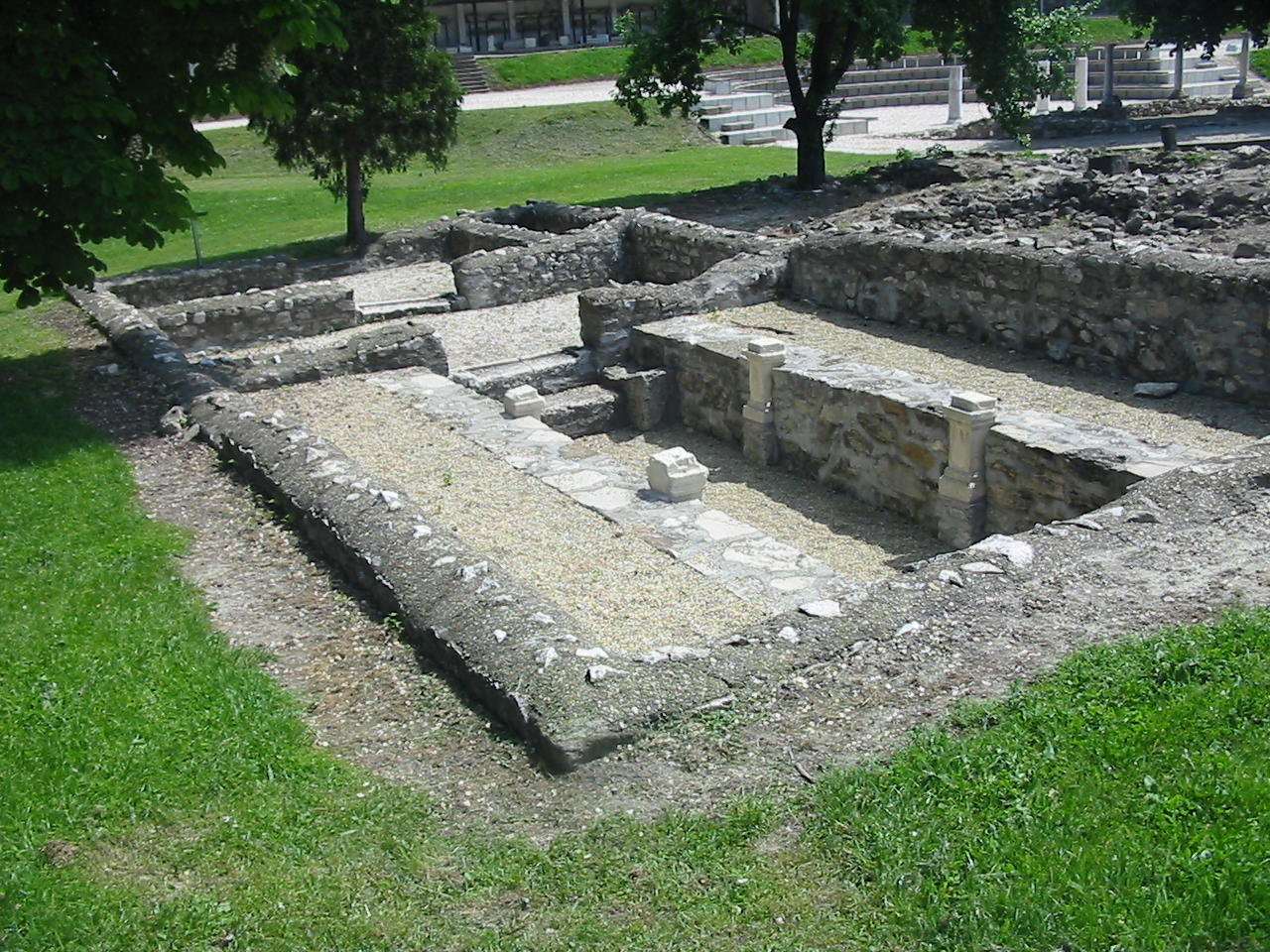
Muithraeum de Victorinus